# Общий центр по борьбе с терроризмом
Общий центр по борьбе с терроризмом (нем. Gemeinsames Terrorismusabwehrzentrum, GTAZ) — общий координационный центр служб безопасности земель и федерации, созданный в 2004 году с целью координации борьбы с международным терроризмом. Центр занимается исключительно вопросами, связанными с исламистским терроризмом. Создание единого центра было необходимо ввиду того, что в силу федеративного устройства Германии, вопросы безопасности граждан находятся в руках земель.

## Устройство
Общий центр по борьбе с терроризмом не является самостоятельным учреждением и представляет сообой место для совместной работы представителей следующих структур:
- Федеральное ведомство уголовной полиции
- 16 земельных ведомств уголовной полиции
- Федеральное ведомство уголовной таможенной полиции Германии[нем.]
- Федеральная полиция Германии
- Федеральная служба защиты конституции Германии
- 16 земельных ведомств по защите конституции Германии
- Федеральная разведывательная служба
- Служба военной контрразведки
- Федеральное ведомство по делам миграции и беженцев
- Генеральный прокурор при Федеральном верховном суде